# Karl Brugmann
Karl Brugmann (Wiesbaden, 1849. március 16. – Lipcse, 1919. június 29.) német nyelvész, az indogermán összehasonlító nyelvészet egyik alapvető mestere, az MTA tiszteleti tagja.

## Életpályája

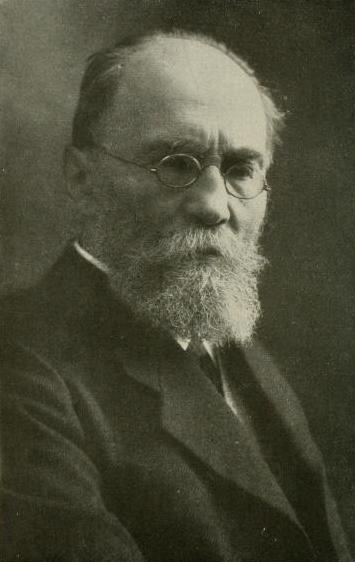
Kései arcképe

Előbb középiskolai tanár, 1884-től az összehasonlító nyelvtudomány rendes tanára volt Freiburgban (Breisgau), 1887-től Lipcsében. Ő alapította meg 1892-ben  Wilhelm Streitberggel az indogermán nyelvtudomány központi folyóiratát, Indogermanische Forschungen címen.

## Főbb művei
- Grundriss der vergleichenden Grammatik der indogermanischen Sprachen (Berthold Delbrückkel együtt) -  a szakma első  alapvető tudományos összefoglalásának számított: «Grundrisse», 5 kötet; megjelent rövidített kiadásban is).
- Érdekes volt nyilatkozata a mesterséges világnyelvekről (Die kürstlichen Weltsprachen und ihre Aussichten: a törekvés első objektív nyelvészeti méltatása).
- Hermann Osthoff társaságában: Morphologische Untersuchungen auf dem Gebiete der indogermanischen Sprachen (6 kötet).